# برخط شو
مسابقه تلویزیونی برخط شو، اولین مسابقه تلویزیونی در رسانه ملی است که به‌طور همزمان بی‌نهایت شرکت کننده می‌توانند از طریق اپلیکیشن مسابقه در آن شرکت کنند.
این مسابقه کاملاً رایگان است و هیچ هزینه ای بابت دانلود، نصب، فعالسازی و استفاده از آن برای شرکت کنندگان ندارد.

## عوامل برنامه
- تهیه‌کننده: محسن سال افزون
- طراح و ساخت نرم‌افزار مسابقه : میلاد تابان
- رایانه و فضای مجازی: حمیدرضا فراهانی
- هماهنگي: حسين صفرنژاد
- مجریان: بهمن هاشمی مجريان سابق: سید ایمان موسوی، المیرا سماواتی، مهسا ایرانیان، بهروز تشکر، محیا اسناوندی،وحید رونقی،امیر کاظمی

## شرکت در مسابقه از طریق اپلیکیشن بازی
پس از دریافت و نصب اپلیکیشن از طریق سایت شبکه پنج سیما، در اولین اجرای اپلیکیشن از طریق شماره موبایل ثبت نام خود را تکمیل نمایید و در ساعت 21(شنبه تا چهارشنبه) از شبکه پنج منتظر شروع مسابقه باشید.
زمانی که مسابقه در حال پخش از شبکه پنج سیما است به صحبت‌های مجری دقت کنید و در قسمتی که اعلام می‌شود این سؤال مخصوص شرکت کنندگان در منزل (اپلیکیشن) می‌باشد، جواب سؤالی که از طریق تلویزیون در حال پخش است را انتخاب نمایید.
هرچه برنامه‌های بیشتری را ببینید و به سوالات بیشتری پاسخ بدهید امتیاز بیشتری کسب می‌کنید و در پایان هفته به بالاترین امتیاز، جایزه نقدی ویژه یک میلیون (۱٬۰۰۰٬۰۰۰) تومانی تعلق خواهد گرفت.

## برخط شو در نوروز 1400
مسابقه تلفنی و زنده ” برخط شو” با اجرای بهمن هاشمی در نوروز ۱۴۰۰  (۳۰ اسفند تا ۱۳فروردین) هر شب ساعت ۱۹ از شبکه ۵ پخش میشود.
هر شب ۵۰ میلیون ریال جایزه به صورتی آنی و در همان لحظه به حساب برنده‌ها واریز خواهد شد.مخاطبین مسابقه بر خط شو جهت شرکت در مسابقه کافییست نام و نام خانوادگی خود را به شماره ۱۰۰۰۵۳۰ پیامک نمایند و یا اپلیکیشن موبایل شبکه پنج سیما (همراه با مسابقه برخط شو ) را از طریق سایت شبکه ۵ دریافت نمایند.

## برخط شو - شهربازی (نوروز 99)
در نوروز 1399 برخط شو یک بخش دیگری به اپلیکیشن خود با نام شهربازی که همان اسم فامیل نوستالژیک میباشد اضافه کرده است و در نوروز 99 مهمان خانه مخاطبان شبکه پنج می شود. این برنامه هر روز  با اجرای وحید رونقی و همراهی امیر کاظمی به صورت زنده روی آنتن شبکه پنج سیما میرود. این برنامه یک برنامه با رویکرد سرگرمی و تفریحی است و دارای بخش هایی همچون اسم فامیل عمومی، اسم مشاهده فیلم، اسم کتابخوانی از جمله بخش های برنامه است.

## ساعات پخش مسابقه برخط شو
این برنامه شنبه تا چهارشنبه ساعت21 از شبكه پنج سيما پخش می شود.

## قوانین شرکت در شهربازی
1- پاسخ‌هایی مورد قبول خواهند بود که در بانک داده‌های اپلیکیشن (در صفحه راهنما) موجود باشند
2- برای نوشتن کلمات چند بخشی، نیازی به استفاده از نیم فاصله نیست.
3- مشخصات هویتی خود را کامل درج کنید.
4- کارت بانکی باید متعلق به شخص شرکت‌کننده باشد.چنانچه مغایرتی در این مورد دیده شود، جایزه واریز نخواهد شد.
- در صورتی که صفحه مسابقه شهربازی برای شما نمایش داده نشد یکبار اپلیکیشن را از روی گوشی خود پاک نمایید و مجددا همان نسخه دریافت (دانلود) شده را نصب نمایید

برای شرکت در شهربازی لازم است اپلیکیشن خود را بروزرسانی نمایید...